# Presidente Vargas
Presidente Vargas est une municipalité brésilienne située dans l'État du Maranhão.